# Карабіївська сільська рада
Карабі́ївська сільська́ ра́да — колишня адміністративно-територіальна одиниця та орган місцевого самоврядування в Теофіпольському районі Хмельницької області. Адміністративний центр — село Карабіївка.

## Загальні відомості
Карабіївська сільська рада утворена в 1921 році.
- Територія ради: 36,745 км²
- Населення ради: 590 осіб (станом на 2001 рік)
- Територією ради протікає річка Полква

## Населені пункти
Сільській раді були підпорядковані населені пункти:
- с. Карабіївка
- с. Котюржинці

## Склад ради
Рада складалася з 12 депутатів та голови.
- Голова ради: Музика Володимир Валерійович
- Секретар ради: Коломійчук Людмила Дмитрівна

### Керівний склад попередніх скликань
| Прізвище, ім'я, по батькові  | Основні відомості                                                         | Дата обрання | Дата звільнення |
| ---------------------------- | ------------------------------------------------------------------------- | ------------ | --------------- |
| Музика Володимир Валерійович | Сільський голова, 1976 року народження, освіта вища, член Народної партії | 26.03.2006   | 31.10.2010      |
| Музика Володимир Валерійович | Сільський голова, 1976 року народження, освіта вища, член Народної партії | 31.10.2010   |                 |

Примітка: таблиця складена за даними сайту Верховної Ради України

### Депутати
За результатами місцевих виборів 2010 року депутатами ради стали:

#### За суб'єктами висування
| Суб'єкт висування | Кількість обраних депутатів | %    |
| ----------------- | --------------------------- | ---- |
| Народна партія    | 10                          | 83,3 |
| Самовисування     | 2                           | 16,7 |

#### За округами
| № округу       | Прізвище, ім'я, по батькові    | Дата визнання обраним | Освіта             | Партійна приналежність                        | Відомості про обраного депутата                     |
| -------------- | ------------------------------ | --------------------- | ------------------ | --------------------------------------------- | --------------------------------------------------- |
| Народна Партія |                                |                       |                    |                                               |                                                     |
| 1              | Поєзднік Олександр Миколайович | 01.11.2010            | середня            | член Народної партії                          | Фермерське господарство «Рідний край», завгосп      |
| 2              | Коломійчук Людмила Дмитрівна   | 01.11.2010            | середня            | член Народної партії                          | Карабіївська сільська рада, секретар                |
| 3              | Бурцева Валентина Миколаївна   | 01.11.2010            | середня спеціальна | позапартійна                                  | Фермерське господарство «Рідний край», тваринник    |
| 4              | Гач Тетяна Михайлівна          | 01.11.2010            | середня            | позапартійна                                  | Фермерське господарство «Рідний край», вагар        |
| 5              | Репецька Ольга Василівна       | 01.11.2010            | вища               | член Народної партії                          | Карабіївська сільська рада, бухгалтер               |
| 6              | Іванюк Валентина Василівна     | 01.11.2010            | середня спеціальна | член Народної партії                          | Фермерське господарство «Рідний край», бухгалтер    |
| 7              | Поєзднік Лілія Василівна       | 01.11.2010            | середня спеціальна | член Народної партії                          | Карабіївська загальноосвітня школа, вчитель         |
| 8              | Драч Юрій Антонович            | 01.11.2010            | вища               | член Народної партії                          | Карабіївська загальноосвітня школа, директор        |
| 10             | Мулишина Людмила Миколаївна    | 01.11.2010            | середня            | член Народної партії                          | пенсіонер                                           |
| 12             | Музика Володимир Іванович      | 01.11.2010            | середня            | член Народної партії                          | пенсіонер                                           |
| Самовисування  |                                |                       |                    |                                               |                                                     |
| 9              | Ангелюк Людмила Василівна      | 01.11.2010            | середня            | позапартійна                                  | Карабіївська бібліотека, бібліотекар                |
| 11             | Присяжнюк Галина Олександрівна | 01.11.2010            | середня            | член Всеукраїнського об'єднання «Батьківщина» | Котюржинецький навчально-виховний комплекс, кочегар |